# هيرتا بول
هيرتا بول (بالألمانية: Hertha Pohl)‏ هي كاتِبة ومؤلفة ألمانية، ولدت في 1889 في Krapkowice ‏ في بولندا، وتوفيت في 1954 في فرايبورغ في ألمانيا.